# Homer Thompson
Homer Winston Thompson (Jeffersonville, 18 gennaio 1916 – Jeffersonville, 19 giugno 2007) è stato un cestista statunitense, professionista nella NBL e nella PBLA.

## Carriera
Giocò per tre stagioni nella NBL, disputando complessivamente 28 partite con 4,1 punti di media.
Chiuse la carriera nella PBLA con i Louisville Colonels.